# Roumains
Pour des informations sur l'ensemble politique roumain, voir Roumanie.
Pour des informations sur la langue, voir Roumain.
Ne doit pas être confondu avec Roms.
Le terme Roumains (en roumain : Români) a plusieurs acceptions.
En référence au droit international et au droit du sol, il désigne les citoyens de la Roumanie et eux seuls, quelles que soient leurs langues ou leurs cultures (en Roumanie, 11 % d'entre eux se définissent comme appartenant à d'autres communautés culturelles que celle des roumanophones locuteurs des langues romanes orientales).
Les recensements roumains et moldaves se réfèrent au droit du sang qui prend en compte l'histoire et la culture communes des roumanophones vivant de part et d'autre des Carpates, du bas-Danube et du Prut, principalement en Transylvanie, Moldavie et Valachie, et comme minorité dans les Balkans. Selon le droit du sang, « Roumains » définit une ethnie de Roumanie, de Moldavie, d'autres pays voisins et de la diaspora, constituant 89 % de la population en Roumanie et 78 % en Moldavie. Selon cette définition, le mot « Roumains » équivaut à « roumanophones » (locuteurs du roumain comme langue parentale) quelles que soient leurs citoyennetés et ne comprend donc pas les minorités des deux pays roumanophones, mais inclut les minorités roumaines des pays limitrophes (Hongrie, Bulgarie, Serbie et Ukraine,) et de la diaspora.

## Désignations

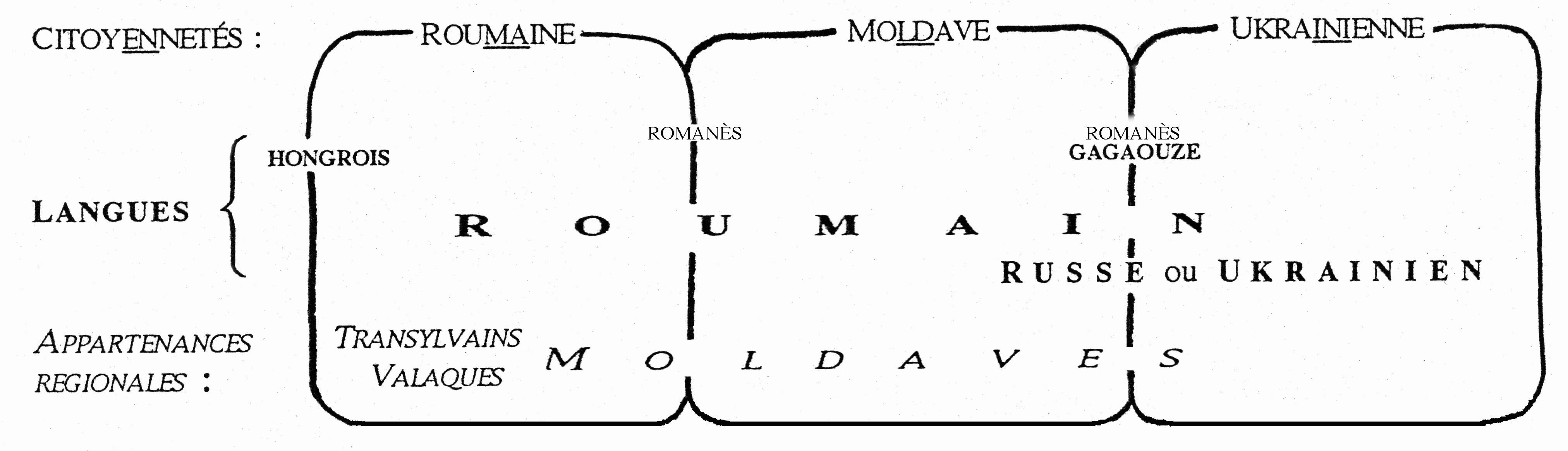
Relations entre citoyenneté, langue et appartenance géo-historique dans l'espace roumanophone.

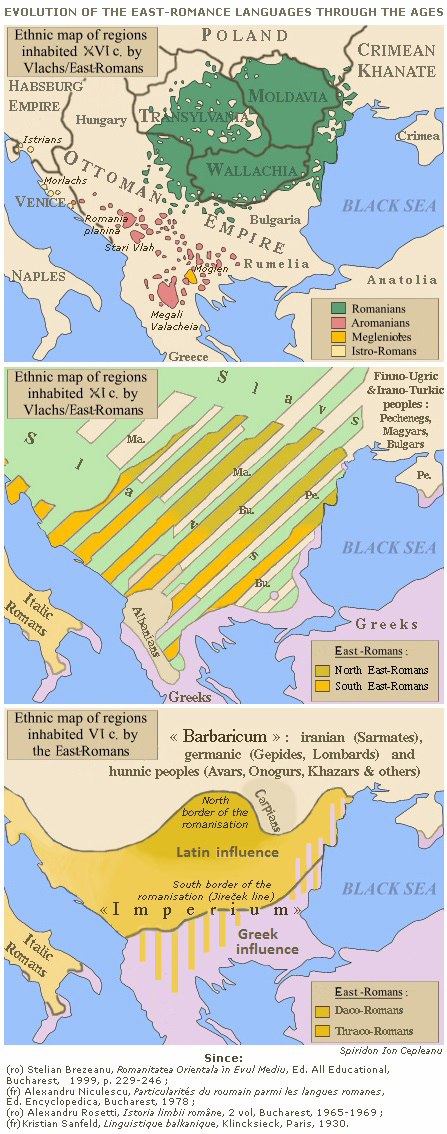
Évolution des langues romanes orientales avec de bas en haut, les trois phases de la formation, de la dispersion et de la différenciation.

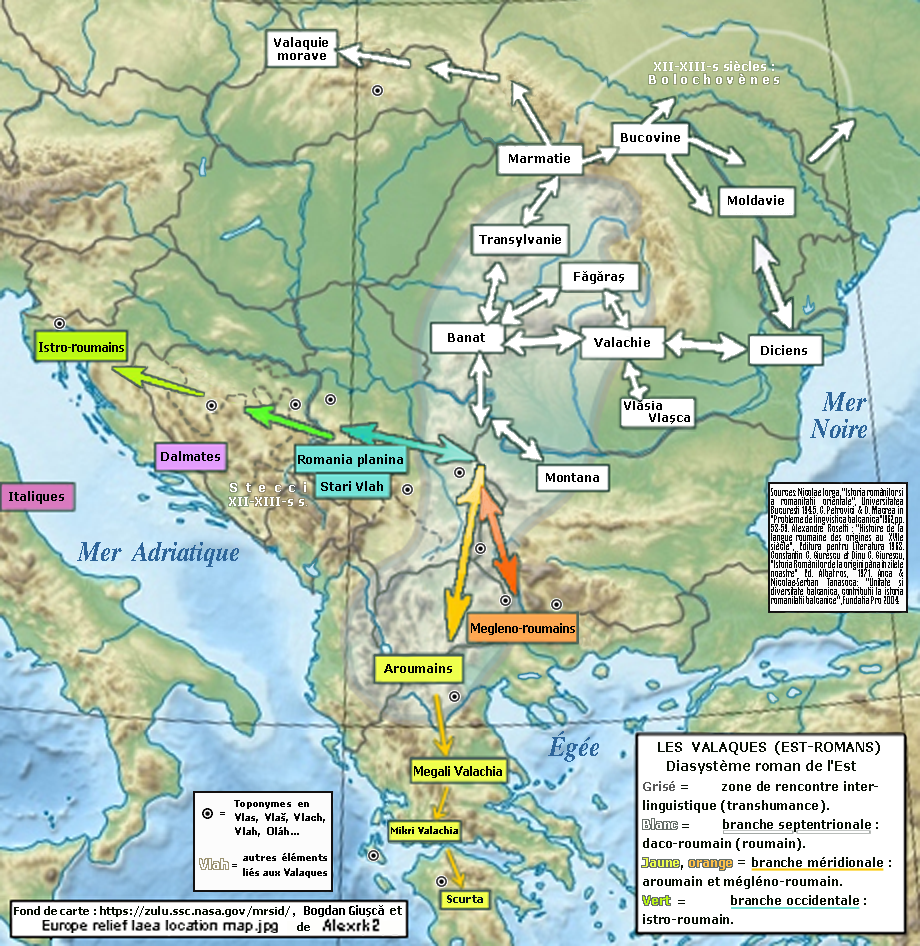
Dispersion linguistique des Valaques dans les Balkans et les Carpates.

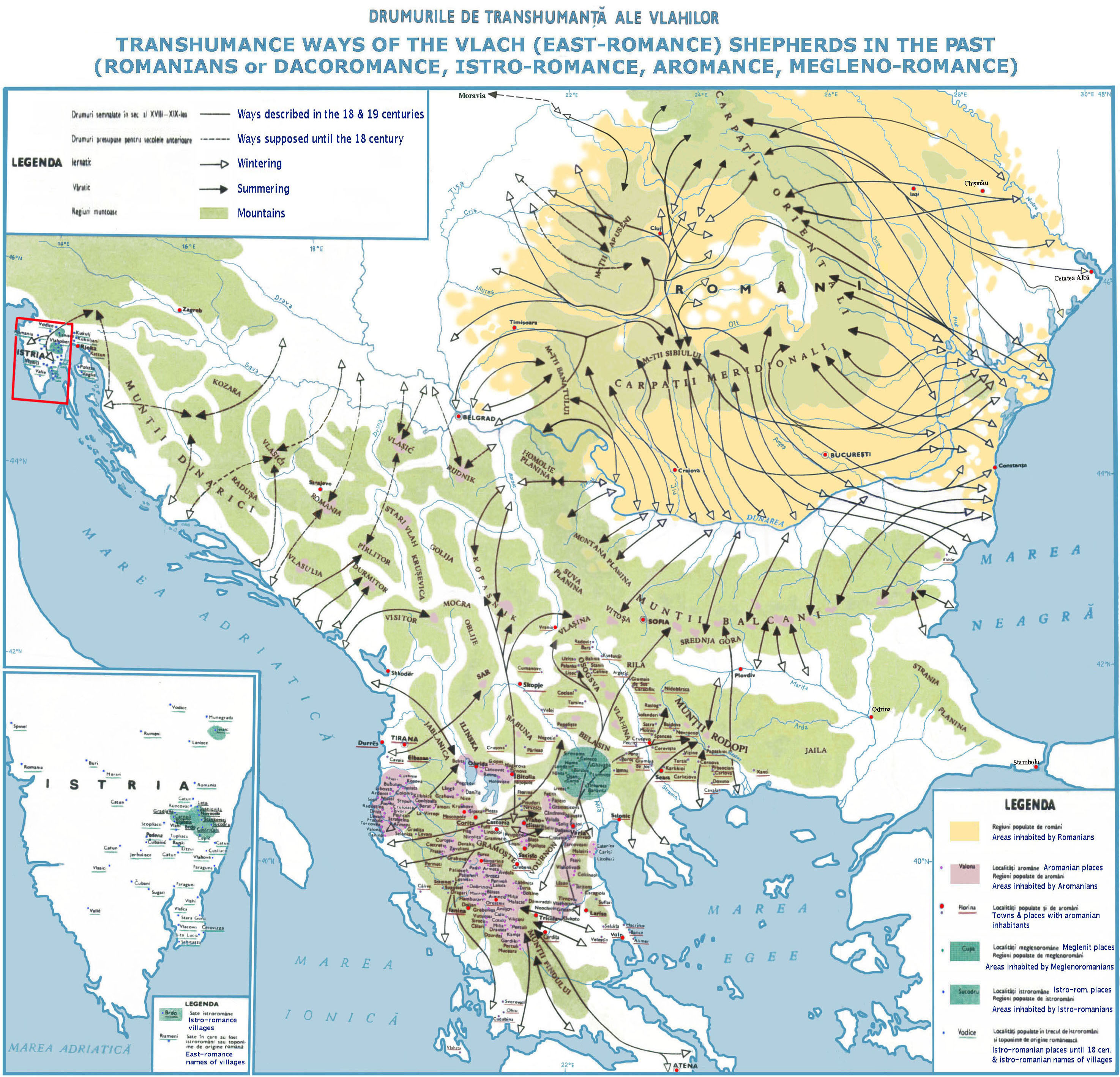
Chemins traditionnels de transhumance des Valaques.

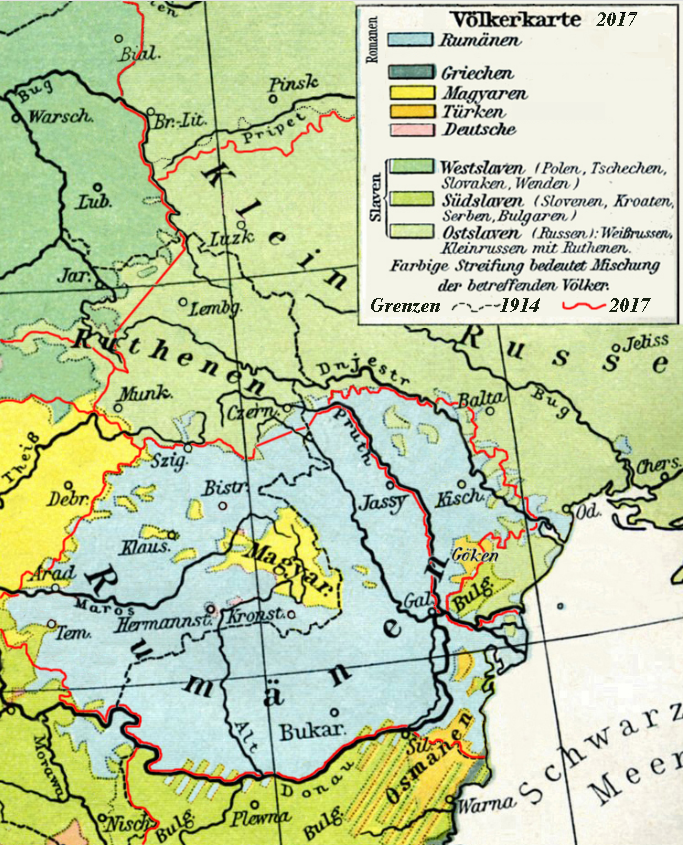
Carte de 1896 avec les frontières de l'époque en pointillé noir, montrant l'aire de répartition de la langue roumaine en bleu : le royaume de Roumanie en couvrait alors la moitié. Frontières depuis 1991 ajoutées en rouge : la Roumanie et la Moldavie actuelles couvrent les huit dixièmes de cette aire.

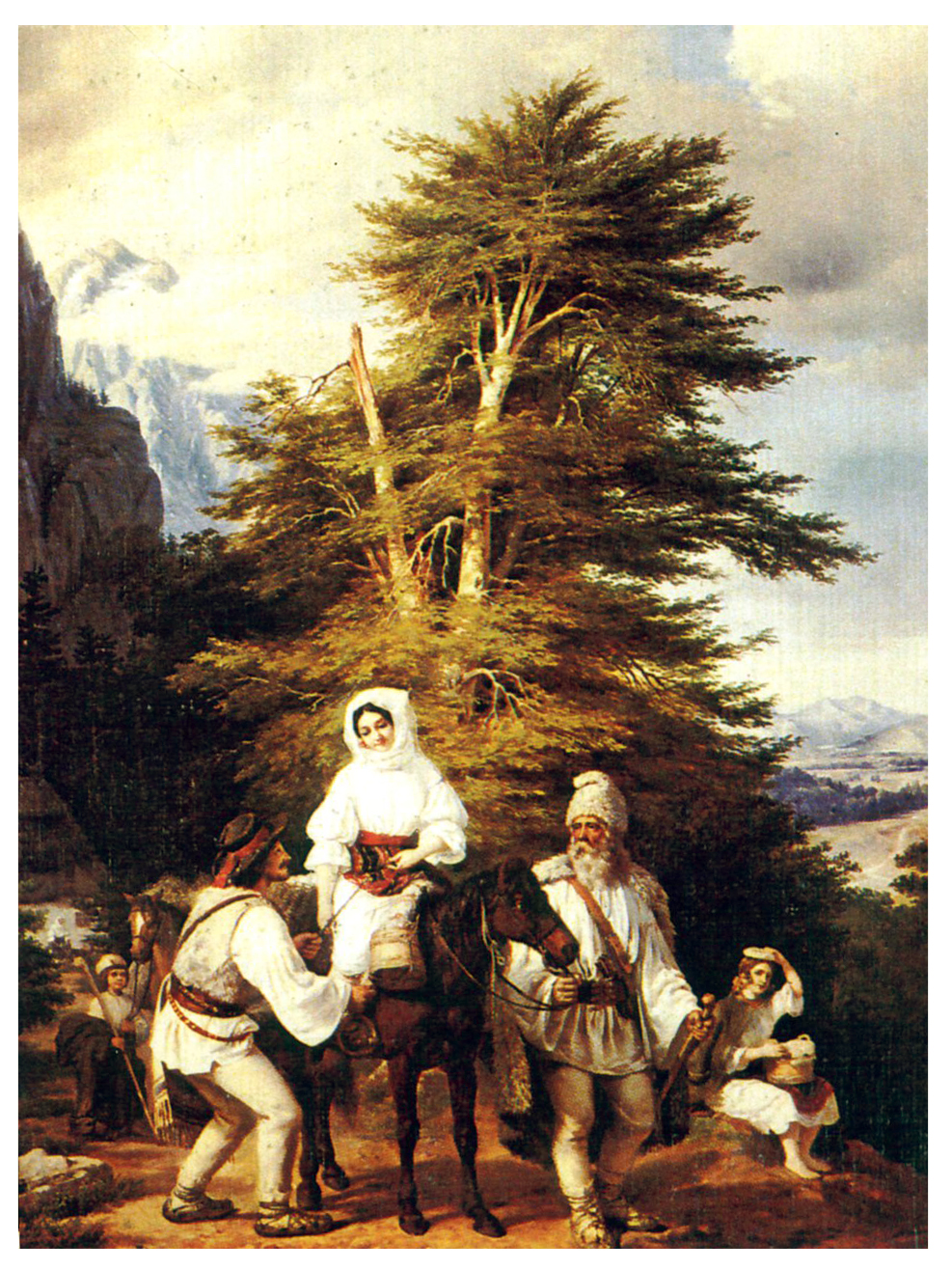
Famille « valaque » transylvaine (Erdélyi oláh család) descendant au marché par Miklós Barabás, 1844.

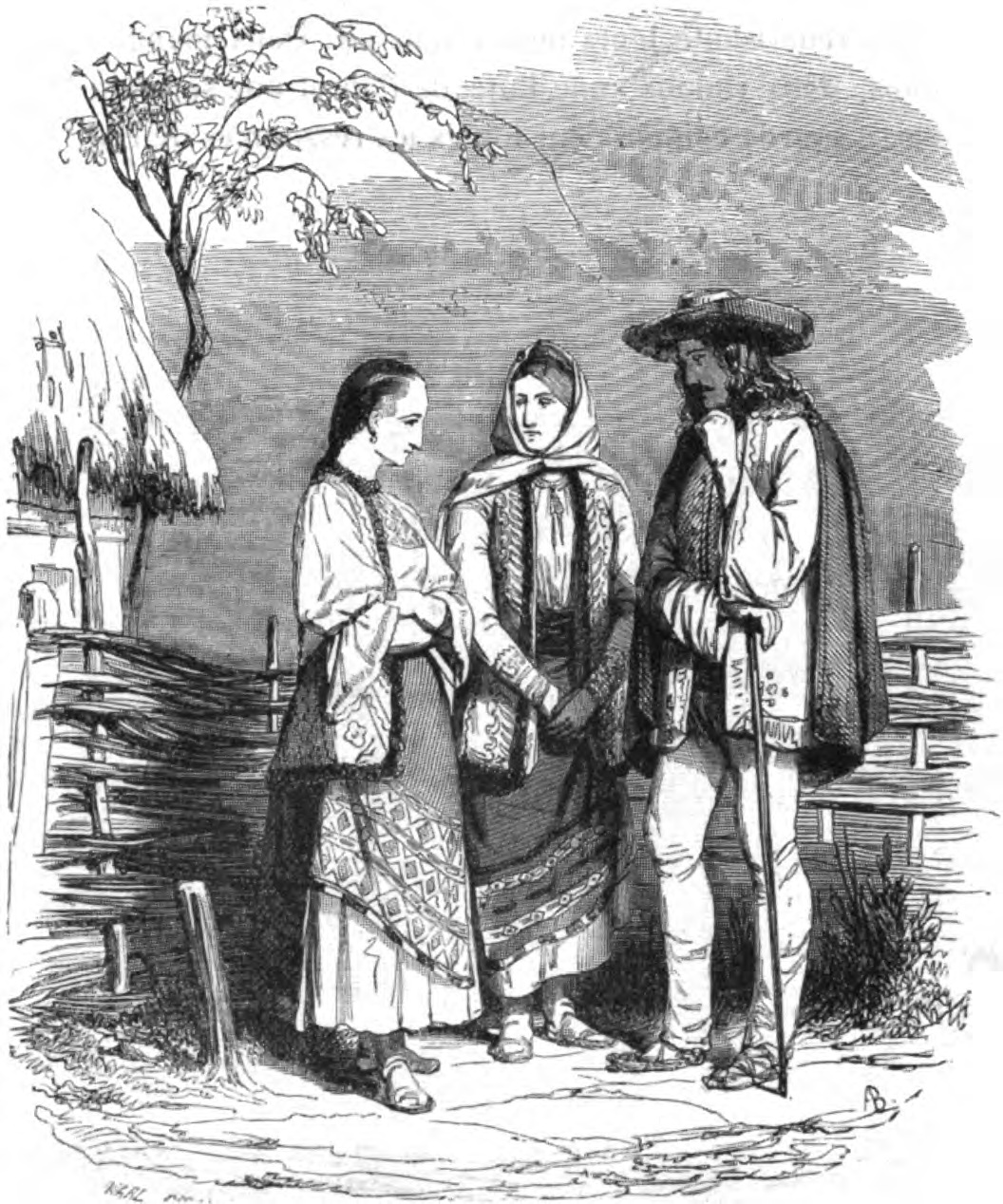
Roumains au XIXe siècle, par Charles Girardet, 1855.

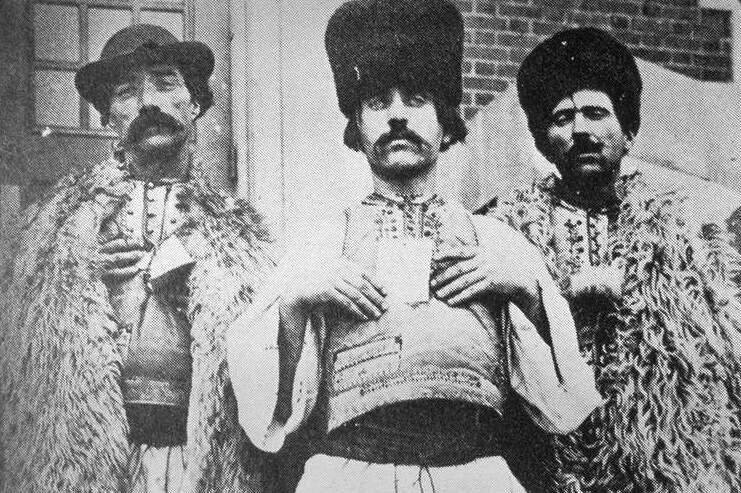
Émigrants roumains au début du XXe siècle, arrivant aux États-Unis, photographiés à Ellis Island.

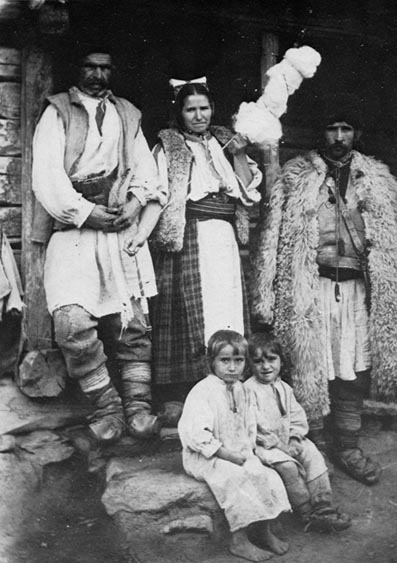
Famille « valaque » (oláh) de Meria (pays des Motses) en Transylvanie austro-hongroise, 1911.

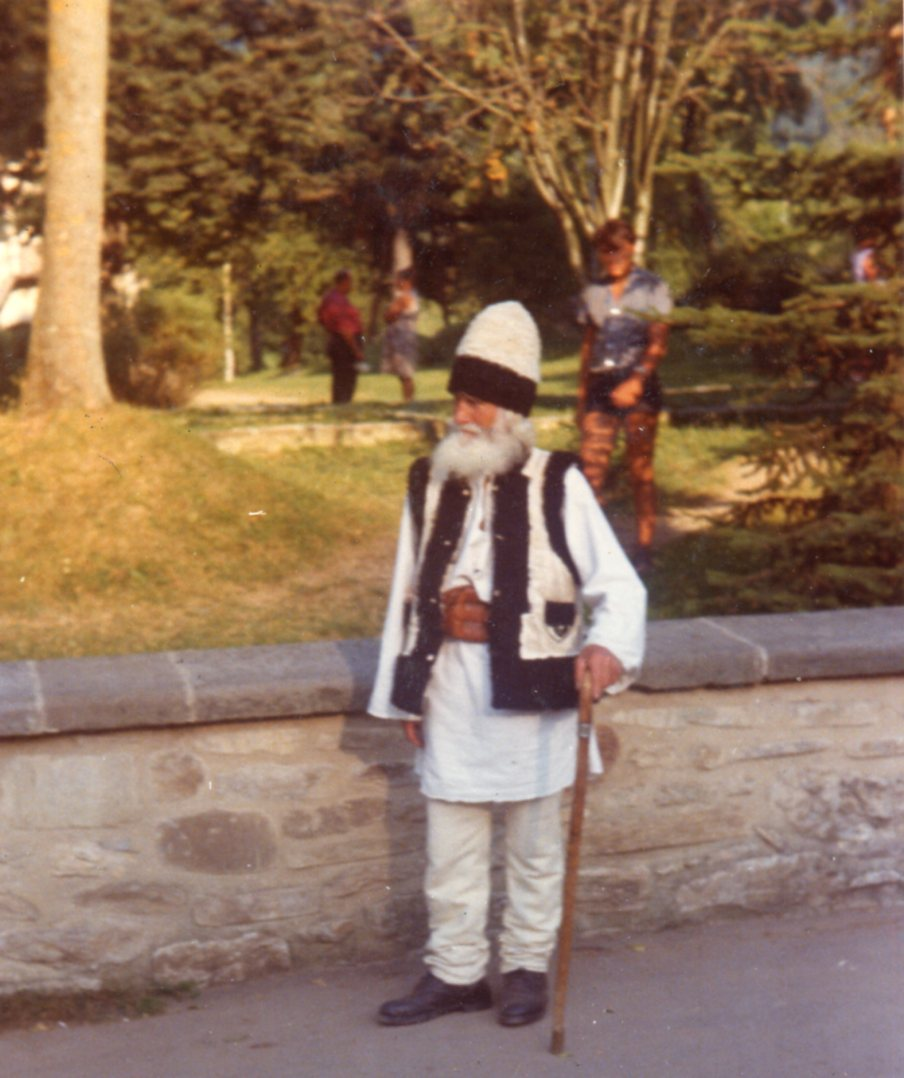
Costume traditionnel de Moldavie, Chișinău, 1995.

En Roumanie, « Roumain » désigne à la fois le gentilé de la Roumanie et l'ethnonyme des roumanophones, et inclut non seulement les communautés roumanophones hors-frontières, mais souvent aussi les Aroumains, soit l'ensemble des locuteurs des langues romanes orientales au sens large.
La plupart des langues d'Europe occidentale, mais aussi la plupart des pays voisins de la Roumanie, distinguent quant à eux le gentilé de l'ethnonyme, et, selon le droit du sol, réservent le terme « Roumain » à l'ensemble politique des citoyens roumains, pour désigner les roumanophones hors-frontières par d'autres noms comme « Valaques » ou « Moldaves ». Le nom « Valachie » a la même origine,.
Au sens le plus strict, en français un « Roumain » est, juridiquement, un citoyen de la Roumanie ; géographiquement un « Moldave » est un habitant de la Moldavie, un « Transylvain » un habitant de la Transylvanie et un « Valaque » un habitant de la Valachie ; historiquement c'est un locuteur d'une langue romane orientale (Istrien, Roumain, Aroumain et Méglénite) ; linguistiquement un « roumanophone » est un locuteur de la langue roumaine (y compris lorsqu'elle est dénommée « Moldave ») et un « Aroumain » est un locuteur de la langue aroumaine (quelles que soient leurs citoyennetés),,.
Outre « Valaques », « Moldaves » et « Moldo-Valaques », les roumanophones et les Roumains apparaissent parfois sous des noms régionaux comme « Diciens » en Dobrogée ou « Timocènes » en Serbie.
Beaucoup plus diverses sont les dénominations des locuteurs, partout minoritaires, d'autres langues romanes orientales que le roumain : « Aromounes », « Aromans », « Aroumains », « Ciciens », « Istriotes », « Istriens », « Istro-romans », « Istro-Roumains », « Moglénites », « Mégléniotes », « Mégléno-romans », « Mégléno-roumains », « Valaques », « Vlaques », « Vlachs », « Vlachos », « Vlakhos », « Koutso-vlaques », « Koutso-valaques », « Tchipanes », « Cipans », « Farsherotes », « Gramoshtènes », « Zinzares » et bien d'autres encore,.
En roumain, « Roumains » (Români, Rumâni, adj. românește, rumânește) est attesté par écrit comme endonyme dès le XVIe siècle, longtemps avant l'apparition de l'État roumain.
Les Turcs, pour distinguer des « Valaques » du nord du Danube de ceux du sud, appellent les Roumains du pourtour des Carpates kara-iflak, car chez les Ottomans les points cardinaux avaient des couleurs, le sombre/ombreux/ubac (kara) désignant le nord ; c'est aussi l'origine du nom actuel de la mer Noire. Les Aroumains des Balkans et du Pinde étaient les ak-iflak, le clair/lumineux/adret (ak) désignant le sud (en turc, la Méditerranée se dit Ak-Deniz, la « mer claire »). Mais d'autres noms sont attestés, comme koç-iflak (« valaques à béliers ») qui a donné en grec koutso-valaques (« valaques boiteux ») ou encore țințari qui souligne leur prononciation du "č" (cinci : « cinq ») en "ts" (ținți) et qui a donné en serbe, grec ou allemand zinzares.
En français et dans d'autres langues occidentales ou voisines de la Roumanie, « Roumains » et « Roumanie » comme exonymes apparaissent, d'abord marginalement, au XVIIIe siècle, puis se propagent au XIXe siècle avec la renaissance culturelle roumaine ; auparavant, on utilisait « Valaques », « Moldaves » ou « Moldo-Valaques ». En français, le nom « Roumanie » désignant les pays habités par les roumanophones est attesté pour la première fois en 1816 dans un ouvrage publié à Leipzig par l'érudit grec Demetrios Daniel Philippidès, mais ce sont Émile Ollivier, Edgar Quinet et Élisée Reclus qui introduisent dans le français courant le nom de « Roumains » à la place de « Valaques », de « Moldaves » et « Moldo-Valaques ».
L'appellation « Moldaves » ne désigne pas en français une ethnie mais l'appartenance à un territoire : celui de l'ancienne principauté de Moldavie, comprenant aujourd'hui la région roumaine de Moldavie, la république de Moldavie et quelques régions limitrophes de l'Ukraine. En revanche, en russe, ukrainien, anglais et allemand, Moldave a le sens voulu par les autorités soviétiques, et, à leur suite, par les communistes, les russophones et les pro-russes de Moldavie : celui d'une « ethnie différente des Roumains » vivant uniquement dans les états ex-soviétiques c'est-à-dire n'incluant pas les Moldaves qui sont citoyens roumains ; de même, l'appellation « moldave » ne désigne pas en français une langue mais un parler régional roumain usité dans la région historique de Moldavie, tandis qu'en en russe, ukrainien, anglais et allemand ce terme désigne, conformément à la définion soviétique, une langue romane différente du roumain et propre aux états ex-soviétiques,.
L'appellation « Roms » (parfois orthographiée « Rroms » ou « Rrrôms ») désigne la communauté culturelle des Roms de Roumanie locuteurs du romani, également appelés historiquement « Gitans, Sintis, Manouches, Yéniches, Boyash, Bohémiens, Romanichels » ou « Tsiganes ». Les étymologies de « Roumains » et « Roms », sont aussi différentes que les origines géographiques des deux communautés : « Roumain » provient de Rome et Romain ; « Rom » signifie « êtres humains », « gens » en romani : par exemple « Romanichels » provient de rromani çel : « groupe de gens, clan »,. Les deux langues sont indo-européennes, mais le roumain est une langue romane issue du latin, tandis que le romani est une langue indo-aryenne de l'Inde du Nord issue du sanskrit et proche du sindhi, du pendjabi et de l'hindi. Les Roms sont depuis des siècles présents non seulement en Roumanie mais dans la plupart des pays d'Asie occidentale et d'Europe, où leur diaspora est beaucoup plus ancienne (XIIIe siècle) que celle des Roumains (XIXe siècle),.

## Caractéristiques
Les locuteurs des langues romanes orientales partagent des caractéristiques qui les rapprochent entre eux et les différencient des autres ethnies :
- un idiome d'origine latine qui a été leur langue commune durant l'« âge pastoral » où ils vivaient dispersés, transhumant au milieu d'autres populations, sur un territoire dominé par divers royaumes et empires. Ce lien linguistique constitua des îlots de latinité dans un espace où se côtoient des langues slaves, germaniques, hongroise et  turque. Chez les « Valaques » (au sens large) il n'y a aujourd'hui que deux langues : l'aroumain au sud du Danube et le roumain au nord. Aucune ne comporte de dialectes mais des variétés régionales reconnaissables au phrasé et aux accents : l'aroumain en comporte huit (fãrsherot, moscopolitain, muzaquien, mulovichtéen, albien, gramoshtène, metsovoniote et olympiote) ; le roumain en comportait sept : (banatéen, transylvain, maramuréchois, moldave, oltéen, monténien et dicien). Il n'y a pas de dialecte lorsque la totalité des phrases d'un locuteur est parfaitement compréhensible par l'autre. Ainsi un maramuréchois peut dialoguer avec un Moldave avec la même facilité qu'un Parisien avec un Orléanais. Les deux autres langues du Diasystème roman de l'est : l'Istrien et le Méglénite, ont presque disparu.
- une religion initiale commune : le christianisme oriental resté conforme à la théologie et au droit canon de l'Église du Premier millénaire, basés sur les sept premiers conciles et encadrés aujourd'hui par les Églises, dites orthodoxes, issues de la communauté de l'Empire romain d'orient (appelé « Byzantin » par Hieronymus Wolf en 1557) ; d'autres Églises sont ultérieurement apparues ;
- un terroir commun, qui couvre approximativement les trois principautés médiévales à population roumanophone (Moldavie, Valachie et Transylvanie) et leurs alentours ;
- sur ce terroir, un droit coutumier commun : le droit valaque ;
- une culture commune, qui se traduit dans des domaines variés, « nobles » (littérature, art, architecture urbaine…), ou « populaires » (coutumes, croyances et légendes, architecture rurale, vestimentation, musique, gastronomie…).

## Origines
Les Thraces du sud (entre le Danube et la ligne découverte au XIXe siècle par l'historien et archéologue Konstantin Jirecek) ont été romanisés à partir de l'an 29 (conquête romaine de la Mésie). Ceux du nord (en Dacie romaine) le furent après la conquête romaine de 106 de notre ère. Cette population a été influencée plus tard par les Slaves, mais pas suffisamment pour adopter une langue slave comme langue véhiculaire. La première mention de ces Thraces romanisés est faite en 579 par les chroniqueurs Théophane le Confesseur et Théophylacte Simocatta, dans la relation d'une bataille contre les Avars, les Thraces romanisés faisant partie de l'armée byzantine. La deuxième mention écrite est celle du chroniqueur Georges Cédrène en 976 quand il raconte l'assassinat par des « Valaques » du frère du tsar bulgare Samuel. C'est la première mention des romanophones orientaux sous ce nom de « Valaques » : auparavant les sources byzantines les comptaient parmi les Ῥωμαίοι (« Romées » ou « Romains d'orient »), au même titre que les Grecs ou les Albanais également aborigènes des Balkans. Les linguistes, eux, parlent de Proto-roumain pour désigner la langue en évolution parlée par les populations romanophones des Balkans, depuis l'étape des Thraces romanisés jusqu'aux « Valaques » de Cédrène au Xe siècle, puis d'aroumain et de daco-roumain pour désigner les langues parlées par les ancêtres des Aroumains et des Roumains à partir du XIe siècle. Pour le Proto-roumain, parlé jusqu'au VIIIe siècle, et dont on trouve des traces toponymiques au nord et au sud du Danube, il existe aussi les dénominations de « roman oriental », « Thraco-roman » ou « proto-roman oriental ».
Aux XIe et XIIe siècles émergent des communautés populaires romanophones gouvernées par la noblesse roumaine, que les sources byzantines appellent Βλαχίες : valachies (nom commun), entre lesquelles s'intercalent les sklavinies des Slaves méridionaux. Ce phénomène se produit sur un territoire de l'Europe du Sud-Est plus vaste que les trois principautés médiévales peuplées de roumanophones, où à mesure que les états féodaux se stabilisent, la transhumance pastorale laisse progressivement place à une sédentarisation disposant de franchises spécifiques. Cette aire de dispersion va des frontières orientales de la Moravie tchèque (au nord) à la Thessalie grecque (au sud) et de l'Istrie (à l'ouest) à la Mer Noire (à l'est),,. En 1186 émerge sur les deux rives du bas-Danube (actuelles Bulgarie, Macédoine et sud de la Roumanie) un état multiethnique fondé par la dynastie valaque des Caloian. Il ne s'agit plus cette fois de communautés romanophones ou de « romanies populaires » mais d'un véritable royaume médiéval, que les Bulgares appellent « Second empire bulgare », mais où la population romanophone avait, au sud comme au nord du Danube, encore assez d'importance pour que son souverain soit qualifié de « rex Bulgarorum et Blachorum » par le pape Innocent III (1205) et par les chancelleries de l'époque. Ensuite, avec le temps, les communautés romanophones gardent plus ou moins longtemps leur « droit valaque » (dont les dernières traces seront abolies en 1867 en Autriche-Hongrie), tout en adoptant, au nord de la Marmatie et au sud du Danube, les langues slaves de leurs voisins, plus nombreux, au point qu'à la fin du Moyen Âge le mot « Valaques » (Vlasi) est utilisé aussi par les catholiques croates pour désigner leurs voisins orthodoxes, encore romanophones ou devenus slavophones (serbes).
Dans le contexte des nationalismes des XIXe siècle, XXe siècle et XXIe siècle, l'étendue et l'emplacement de l'aire géographique sur laquelle s'est déroulée l'ethnogenèse des Roumains est débattue avec véhémence, menant à la cristallisation de deux thèses historiques irréconciliables. La thèse austro-hongroise et germanique surnommée Awarenwüste (« Désert des Avars ») postule que les locuteurs des langues romanes orientales sont apparus exclusivement au sud du Danube et ne sont venus au nord que tardivement après les Magyars, le « droit valaque » n'étant rien d'autre qu'une exemption de taxes accordée par les rois hongrois à leurs nobles pour défricher des terres royales avec des ouvriers agricoles valaques serfs, importés des Balkans. La thèse bulgaro-yougoslave postule que les locuteurs des langues romanes orientales sont apparus exclusivement au nord du Danube et ne sont venus au sud que tardivement après les Slaves et en très petit nombre.
En raison de ces controverses, la grande majorité des sources secondaires internationales ne mentionnent pas l'existence des langues romanes orientales entre la fin de l'Empire romain et l'émergence des principautés médiévales de Moldavie et Valachie, créant l'illusion historiographique d'une disparition totale des romanophones durant mille ans, suivie d'une réapparition inexpliquée tardive, ce qui a fait dire en 2008 à l'historien Neagu Djuvara : « Les arguments des thèses antagonistes peuvent tous être contestés, mais ils ont le mérite d'exister, tandis qu'aucun fait archéologique et aucune source écrite n'étayent l'hypothèse d'une disparition pure et simple des roumanophones pendant mille ans, qu'ils se soient envolés avec les hirondelles pour migrer en Afrique, ou qu'ils soient allés hiberner avec les ours dans les grottes des Carpates ou des Balkans ». Cette situation a poussé un autre historien, Gheorghe I. Brătianu à qualifier les Roumains d'« énigme et miracle historique ». Tous ces auteurs usent et abusent, pour se discréditer les uns les autres, de la méthode hypercritique,.
Alors que l'homme politique russe Vladimir Jirinovski déclarait à Sofia en 1994 que « Les Roumains sont un mélange de colons Italiens débarqués des nefs génoises et de Tziganes danubiens, qui a envahi des terres appartenant légitimement à la Bulgarie, à la Hongrie et à la Russie », des travaux moins polémiques, mais néanmoins contestés selon le principe « absence de preuves irréfutables = preuve indubitable d'absence », s'appuient sur la linguistique, la toponymie et l'archéologie pour montrer que les romanophones orientaux, principalement pasteurs transhumants avant le XIVe siècle, n'ont certes pas fondé de grands et puissants royaumes ayant marqué les chroniques, mais n'ont pas pour autant considéré les Balkans, les Carpates et le Danube comme d'infranchissables frontières.

## Diaspora roumaine

### Espace danubien-pontique
| Pays     | Spécificité | Groupe   | Nombre     | %    | Recensement |
| -------- | --- | -------- | ---------- | ---- | ----------- |
| Roumanie | En Roumanie « Roumains » inclut les Moldaves, au même titre que les Transylvains ou les Valaques (sens régional). | Roumains | 16 792 868 | 88,9 | 2011        |
| Moldavie | En Moldavie les roumanophones citoyens du pays peuvent se déclarer au choix « Moldaves » ou « Roumains » (sens ethnique) : ces derniers ne sont pas pour autant des ressortissants de la Roumanie et les uns comme les autres peuvent éventuellement avoir la double-citoyenneté Moldave et Roumaine. | Moldaves | 2 068 058  | 75,1 | 2014        |
| Moldavie | En Moldavie les roumanophones citoyens du pays peuvent se déclarer au choix « Moldaves » ou « Roumains » (sens ethnique) : ces derniers ne sont pas pour autant des ressortissants de la Roumanie et les uns comme les autres peuvent éventuellement avoir la double-citoyenneté Moldave et Roumaine. | Roumains | 192 800    | 7,0  | 2014        |
| Ukraine  | En Ukraine aussi les roumanophones citoyens du pays peuvent se déclarer au choix « Moldaves » ou « Roumains » (sens ethnique) et les uns comme les autres peuvent aussi avoir acquis la citoyenneté Moldave, Roumaine, voire les deux.                                                                | Moldaves | 258 600    | 0,5  | 2001        |
| Ukraine  | En Ukraine aussi les roumanophones citoyens du pays peuvent se déclarer au choix « Moldaves » ou « Roumains » (sens ethnique) et les uns comme les autres peuvent aussi avoir acquis la citoyenneté Moldave, Roumaine, voire les deux.                                                                | Roumains | 151 000    | 0,3  | 2001        |
| Serbie   | En Serbie les roumanophones sont comptés comme « Roumains » s'ils vivent en Voïvodine, comme « Serbes de langue valaque » s'ils vivent aux Portes de Fer et comme « Valaques » dans les autres régions de Serbie.                                                                                     | Roumains | 29 332     | 0,4  | 2011        |
| Serbie   | En Serbie les roumanophones sont comptés comme « Roumains » s'ils vivent en Voïvodine, comme « Serbes de langue valaque » s'ils vivent aux Portes de Fer et comme « Valaques » dans les autres régions de Serbie.                                                                                     | Valaques | 35 330     | 0,5  | 2011        |
| Hongrie  | — | Roumains | 35 641     | 0,4  | 2011        |
| Bulgarie | En Bulgarie les roumanophones sont dénommés « Valaques » s'ils sont locuteurs de l'aroumain et « Roumains » s'ils sont locuteurs du roumain. | Valaques | 3 684      | 0,1  | 2011        |
| Bulgarie | En Bulgarie les roumanophones sont dénommés « Valaques » s'ils sont locuteurs de l'aroumain et « Roumains » s'ils sont locuteurs du roumain. | Roumains | 891        | 0,0  | 2011        |

Dans les Balkans, des Aroumains vivent en Grèce, en Albanie, en Macédoine du Nord, en Serbie et en Bulgarie. Les Roumains du nord de la Bulgarie et de la vallée du Timok en Serbie ne sont pas des Aroumains, mais des locuteurs du roumain comme ceux de Roumanie. Tous sont en voie d'assimilation : le nationalisme ambiant dans ces pays favorise l'appartenance à la majorité. La Grèce ne publie pas de données (les dernières remontent à 1951) et ne reconnaît qu'une seule minorité, turque (en raison et en application du traité de Lausanne (1923)), les autres étant considérées comme des Grecs.
En Turquie, quelques milliers de Roumains vivraient dans le pays, surtout à Istanbul où leur présence est ancienne. Ils sont surtout artisans et commerçants, bien intégrés et bilingues roumain/turc. Les Nations unies estimaient leur nombre à 20 822 en 2015. Beaucoup sont musulmans et ont des ascendances turques et tatares de Dobroudja ou bien Mégléniotes.

### Ailleurs dans le monde
| Pays        | Groupe                  | Nombre    | %    | Source                                                                      |
| ----------- | ----------------------- | --------- | ---- | --------------------------------------------------------------------------- |
| Italie      | De nationalité roumaine | 1 168 552 | 1,93 | 2016                                                                        |
| Espagne     | De nationalité roumaine | 678 098   |      | 2017                                                                        |
| Allemagne   | D'origine roumaine      | 657 000   | 0,80 | Micro-recensement de 2015 (personnes nées roumaines ou d'un parent roumain) |
| Allemagne   | Nés en Roumanie         | 547 000   | 0,67 | Micro-recensement de 2015 (personnes nées roumaines ou d'un parent roumain) |
| États-Unis  | Roumano-Américains      | 459 841   | 0,14 | American Community Survey 2012-2016,                                        |
| États-Unis  | Nés en Roumanie         | 158 269   | 0,05 | American Community Survey 2012-2016,                                        |
| Canada      | Roumano-Canadiens       | 238 050   | 0,68 | Recensement de 2016                                                         |
| Canada      | Nés en Roumanie         | 90 305    | 0,26 | Recensement de 2016                                                         |
| Royaume-Uni | Nés en Roumanie         | 340 000   | 0,52 | estimation 2016-2017                                                        |
| France      | Nés en Roumanie         | 126 526   |      | 2017                                                                        |
| Autriche    | Nés en Roumanie         | 113 231   |      | Estimations 2018                                                            |
| Belgique    | De nationalité roumaine | 80 669    |      | 2017                                                                        |
| Australie   | Roumano-Australiens     | 17 841    | 0,08 | Recensement de 2016                                                         |
| Australie   | Nés en Roumanie         | 14 837    | 0,06 | Recensement de 2016                                                         |

## Cartographie

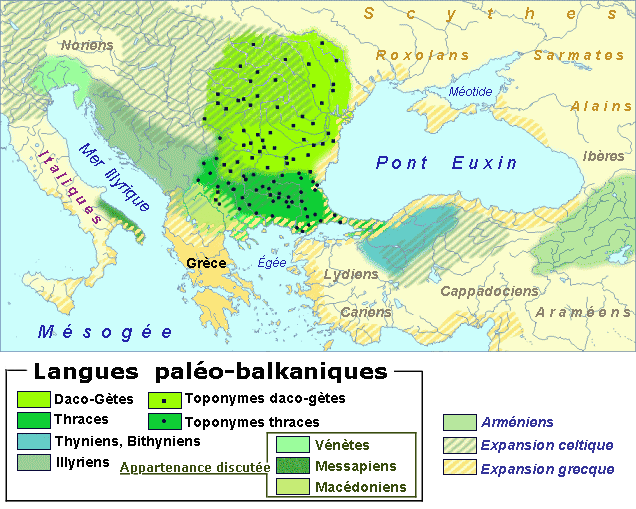
Peuples Thraces, Daces et Illyres.
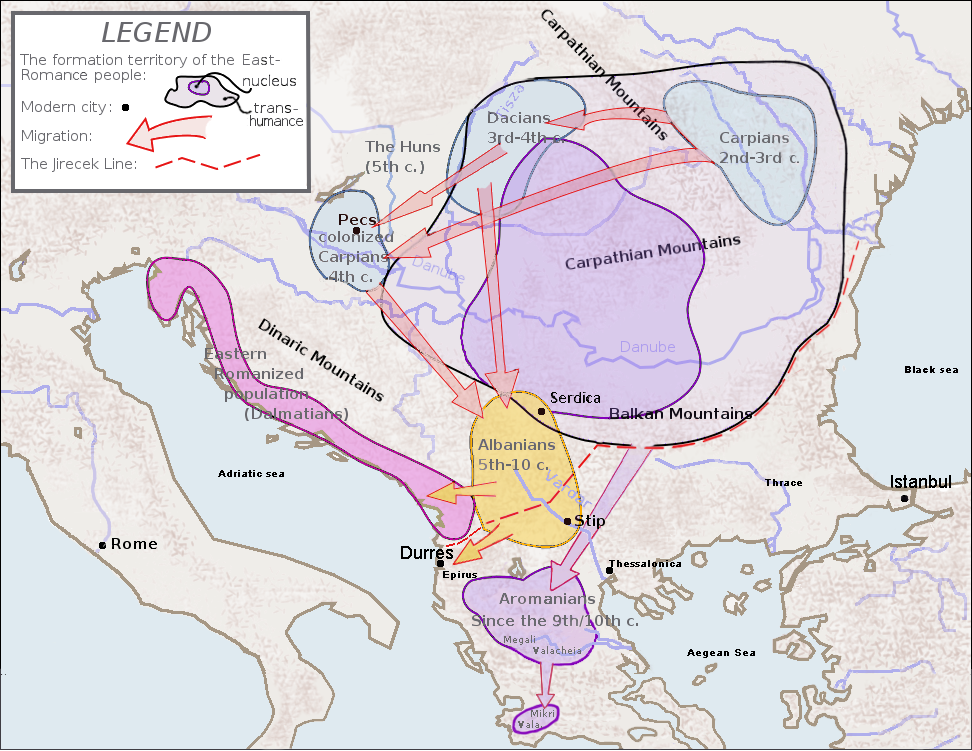
Ethnogénèse des Roumains et des Aroumains.
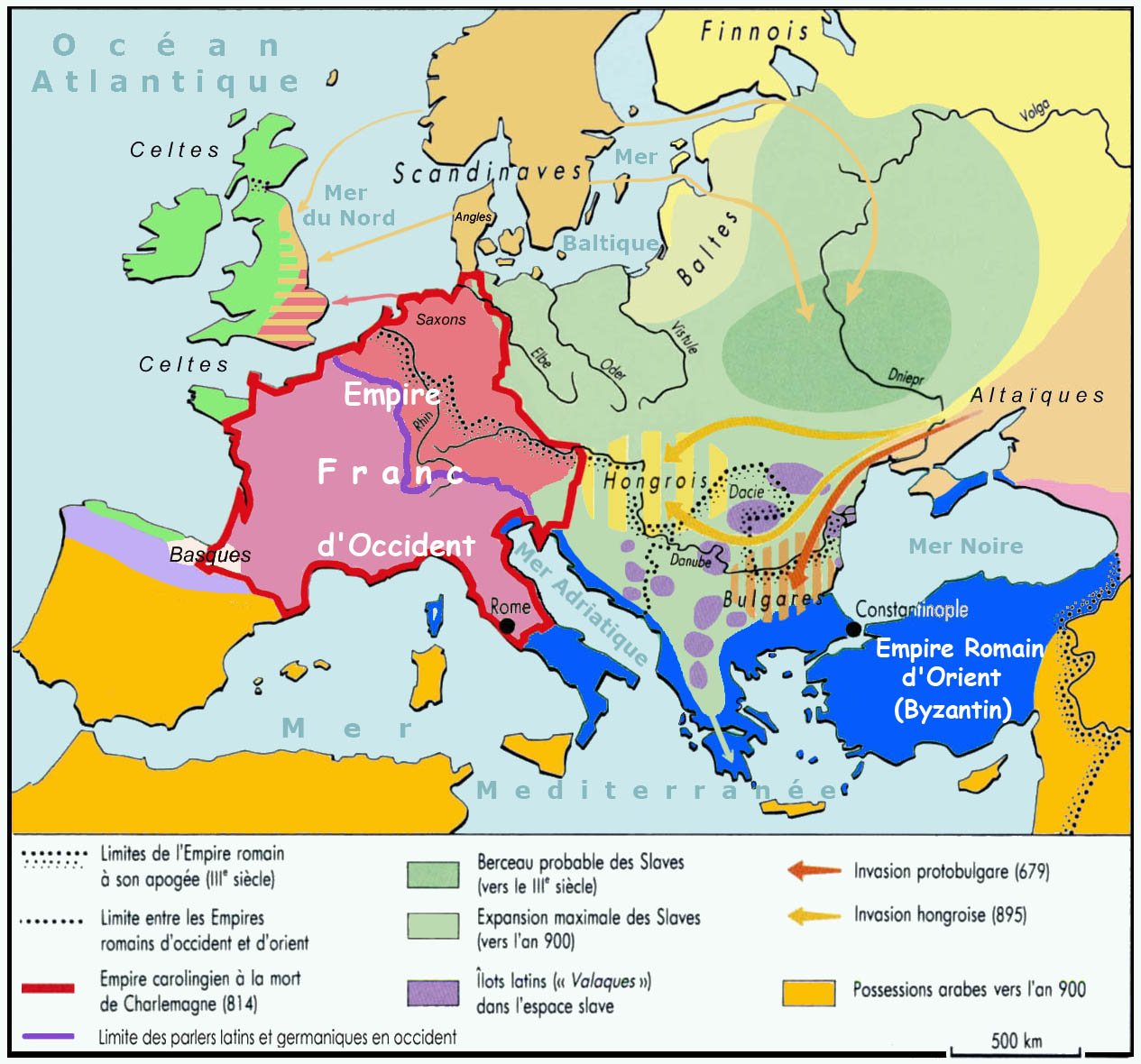
Les Valaques en Europe en 850, d'après Anne Le Fur.
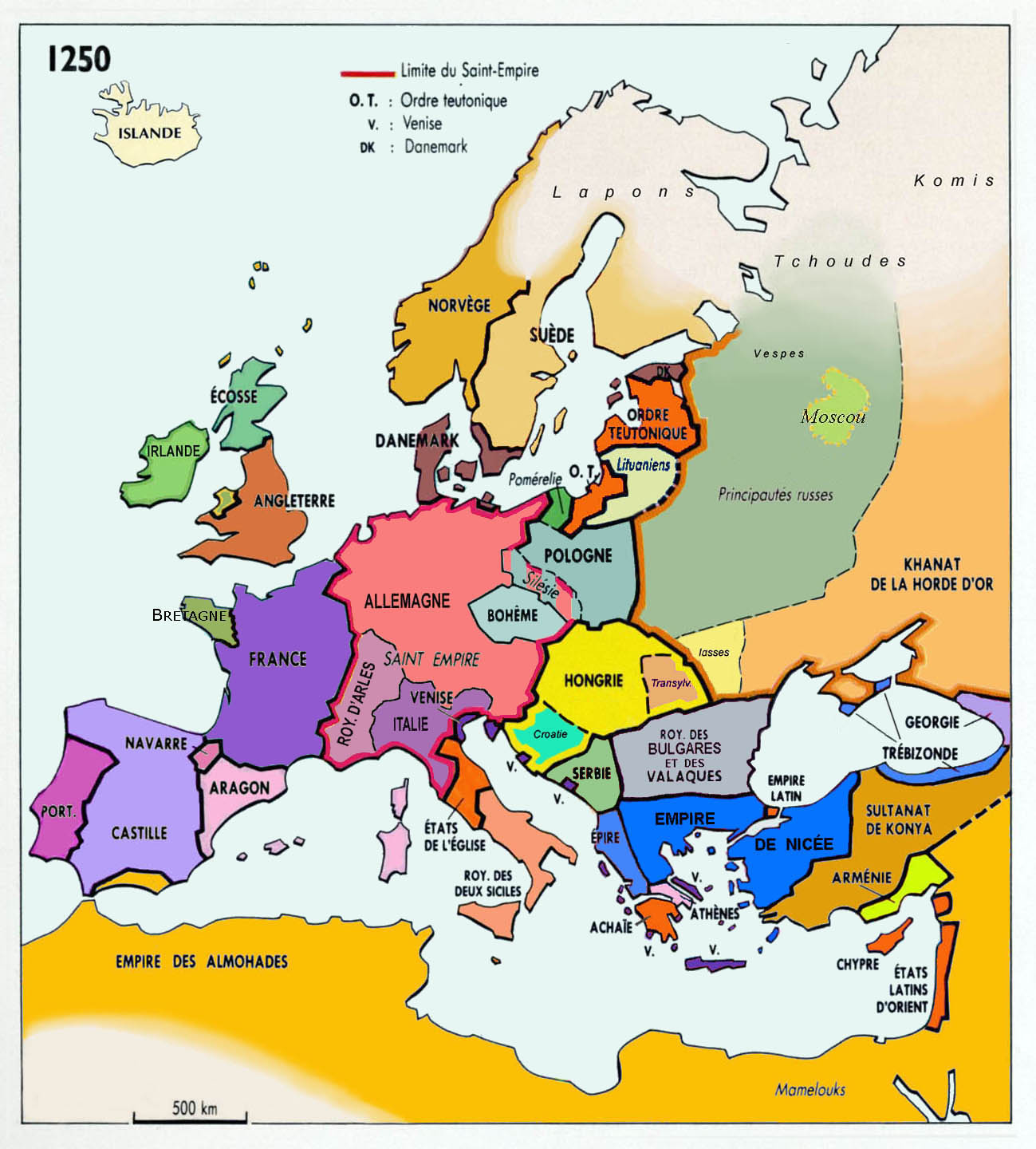
Le "Royaume des Bulgares et des Valaques" en 1250, d'après Anne Le Fur.
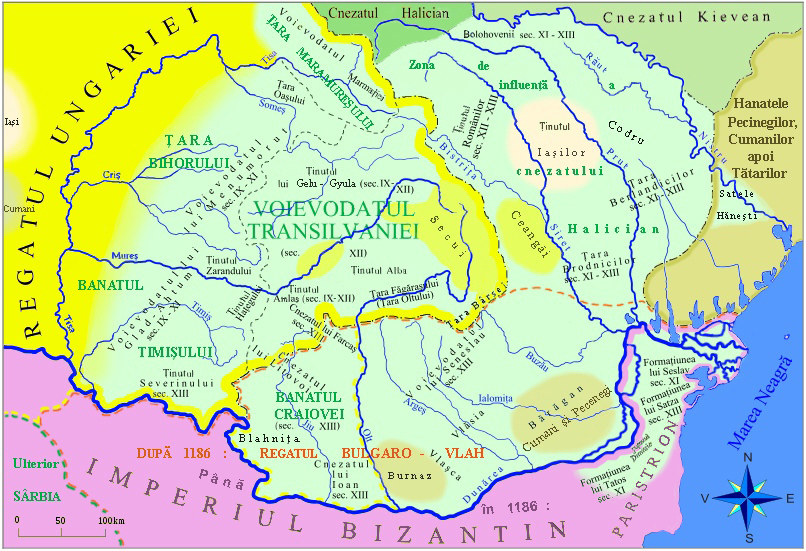
Les Valachies au nord du Danube avant le XIIIe siècle.
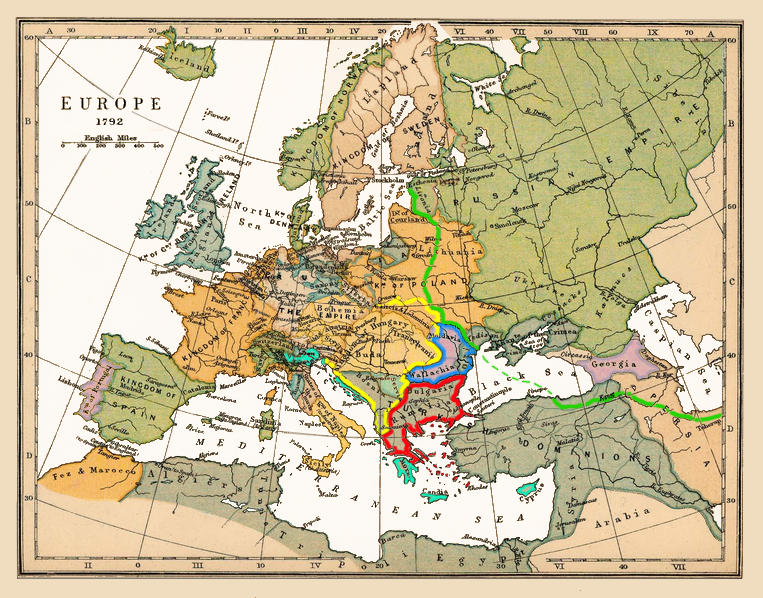
Le Projet grec de Catherine II de Russie au détriment de l'Empire ottoman : en rouge l'« Empire néobyzantin » de son petit-fils Constantin, en bleu le « Royaume de Dacie » de Grigori Potemkine, en jaune les compensations pour l'Empire des Habsbourg et en bleu-vert celles de Venise.
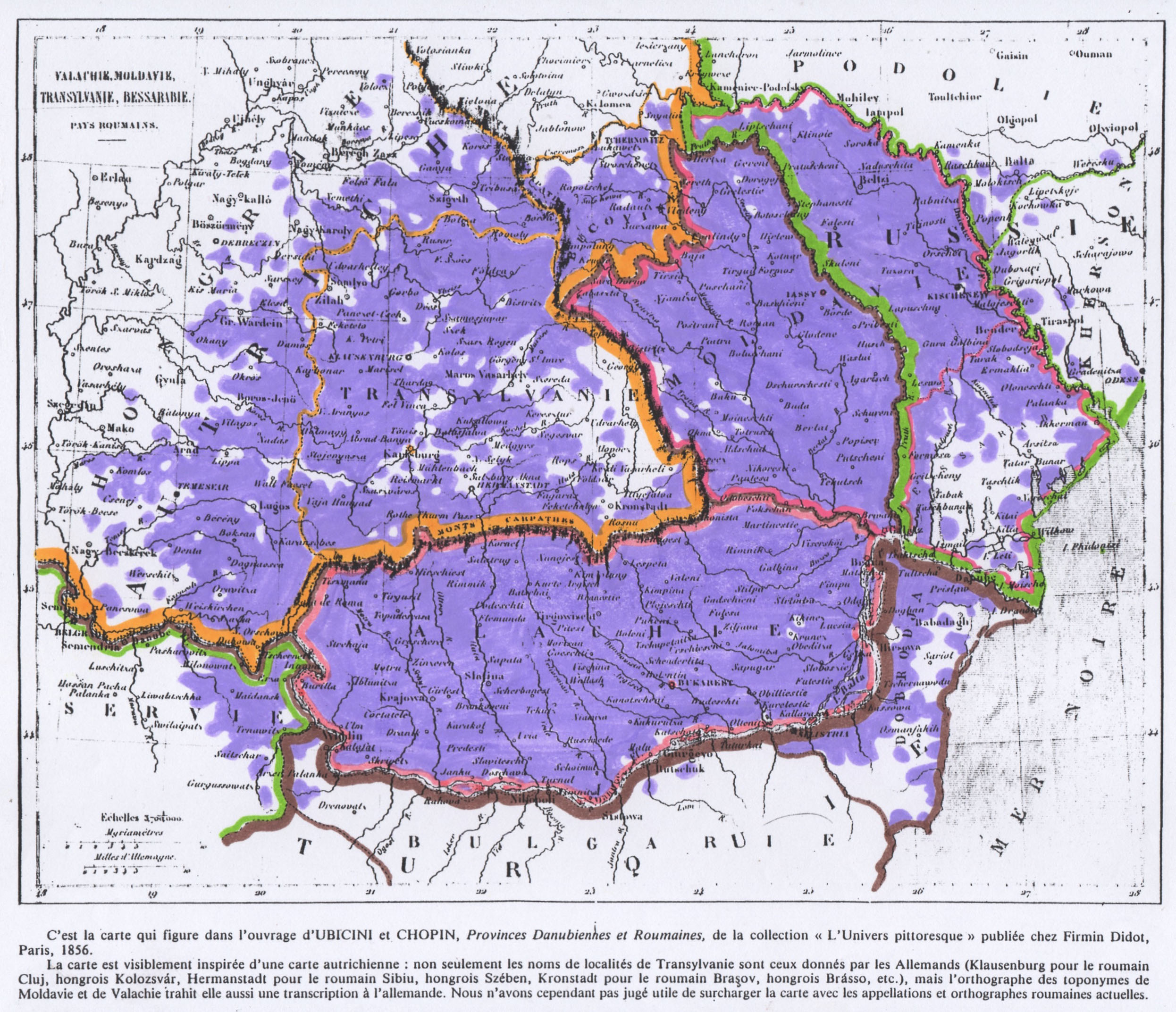
Les roumanophones en 1856.
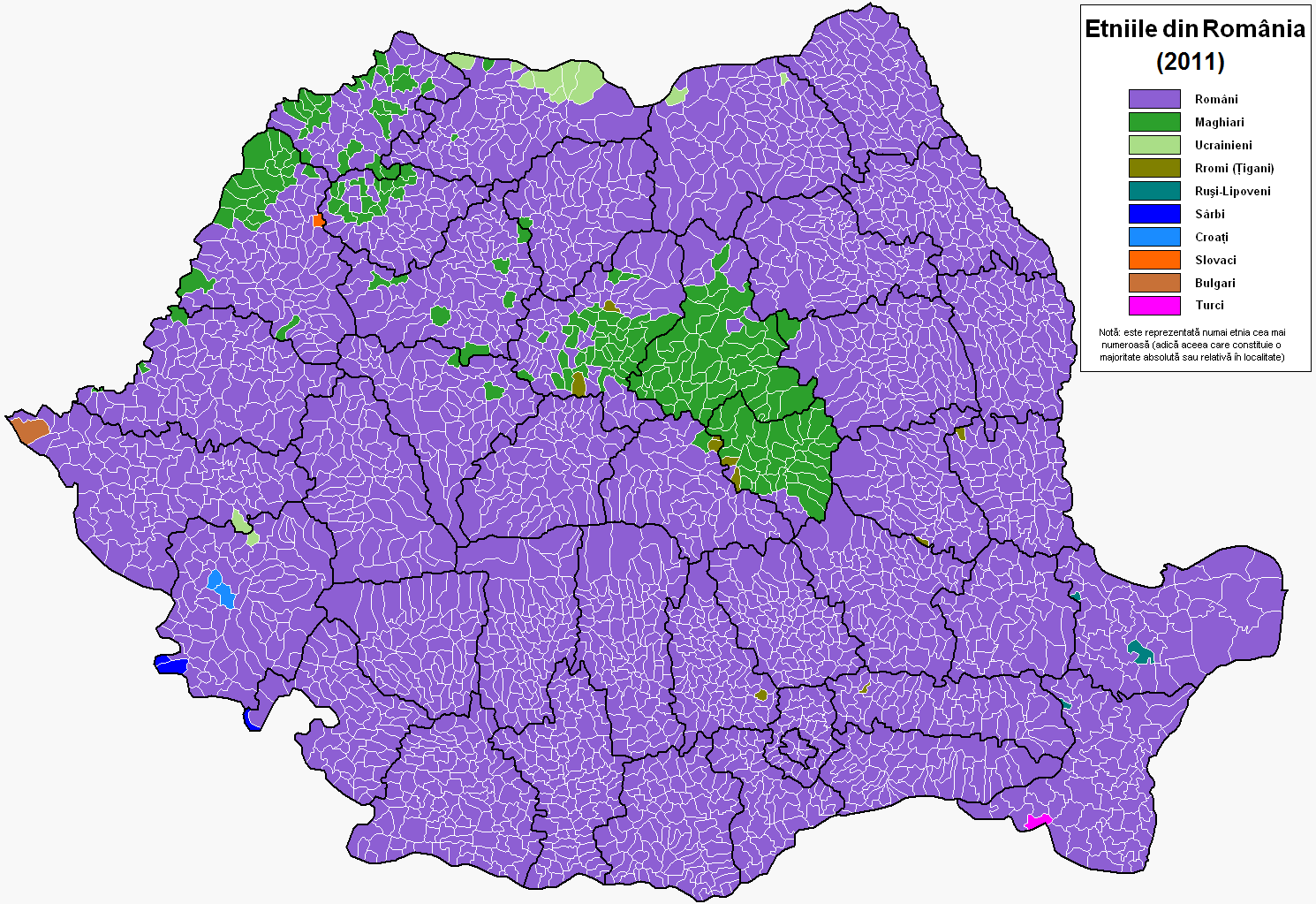
Les Roumains de la Roumanie selon le recensement de 2011.
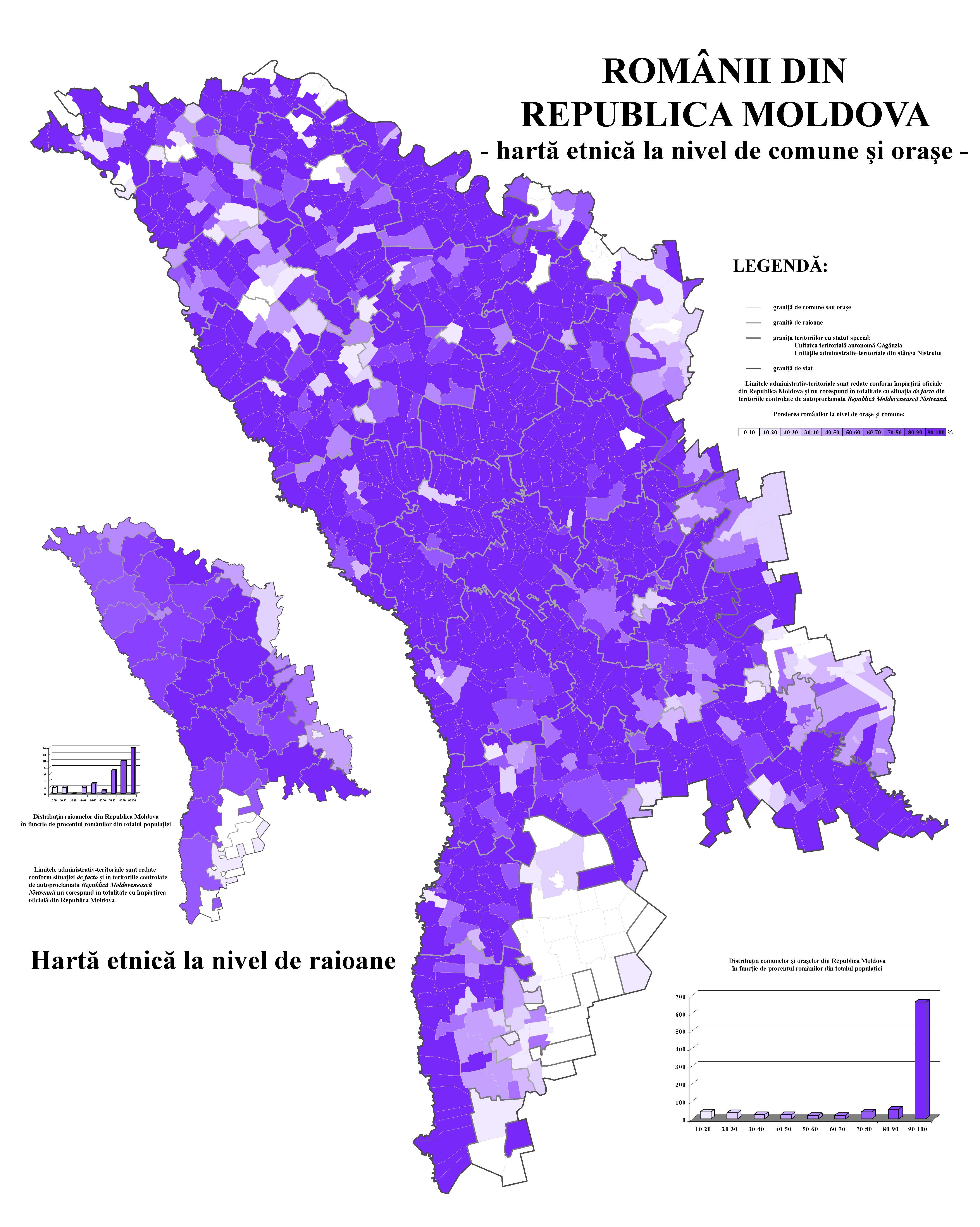
Les Roumains de la Moldavie selon le recensement de 2004.
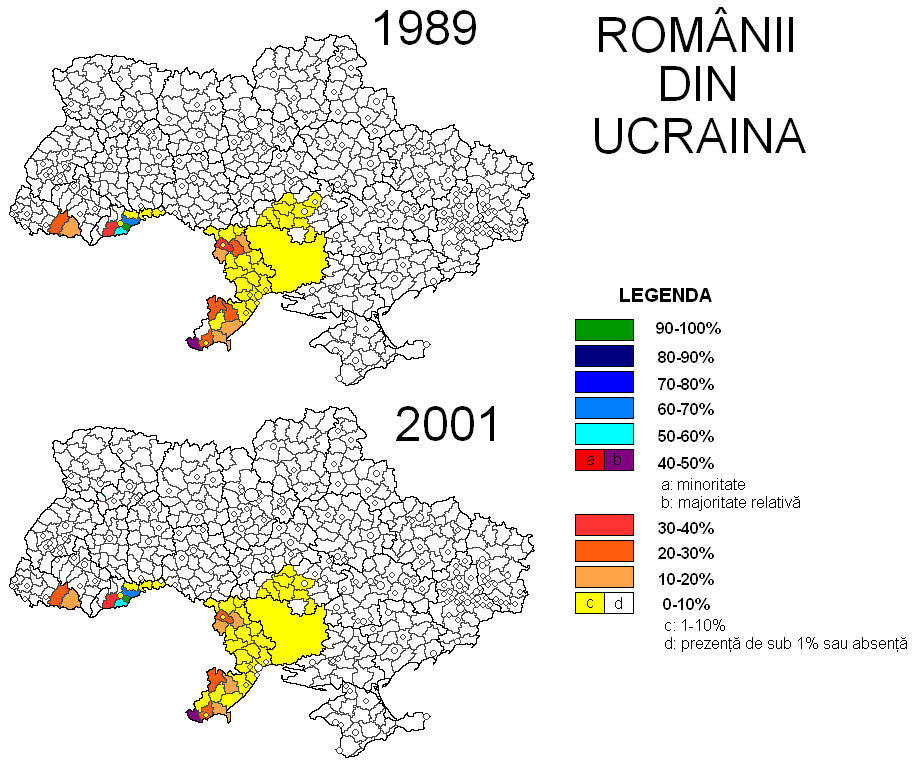
Roumains d'Ukraine selon les recensements de 1989 et 2002.
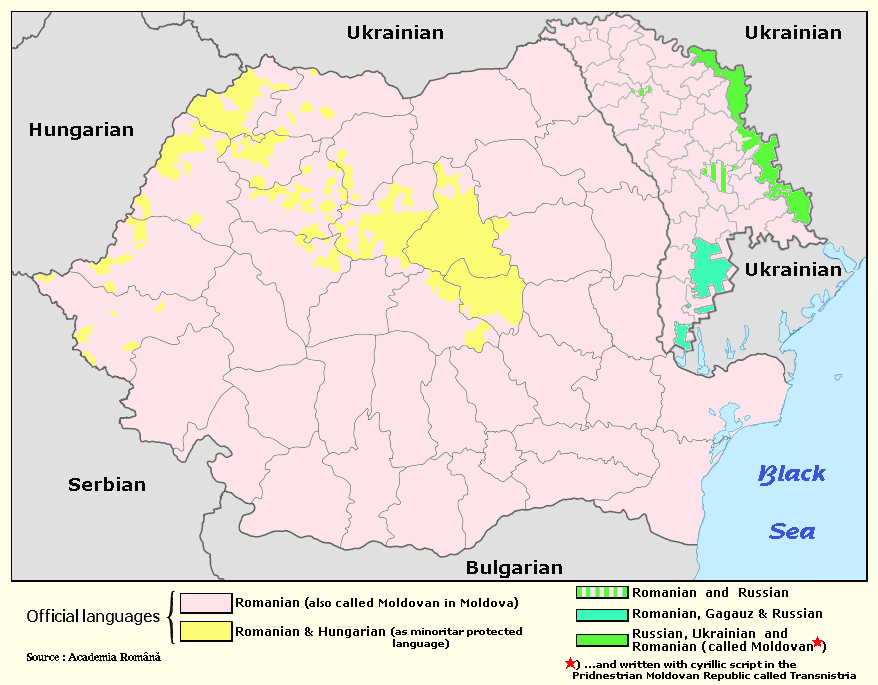
Le roumain comme langue officielle, seul ou avec d'autres langues.